# 石门坎站 (南京地铁)
石門坎站是一个位于中华人民共和国江苏省南京市秦淮区光華路与苜蓿園大街交叉口，属于南京地铁5号线的地铁车站。

## 车站结构
石門坎站位于光華路与苜蓿園大街交叉口，沿苜蓿園大街呈南北走向。为标准岛式站台地下两层车站。

### 楼层分布
| 地面 |                    | 出入口                                               |  |  |
| -1层 | 站厅               | 车站控制室、安检通道、检票口、自动售票机、金陵通服务 |  |  |
| -2层 |                    | █ 5号线 往方家营（光华门）                           |  |  |
|      | 岛式站台，左侧开门 |                                                      |  |  |
|      |                    | █ 5号线 往吉印大道（七橋瓮）                         |  |  |

## 出入口
石門坎站共设有3个出入口，均沿國際路两侧分布。
| 出口編號  | 出口指示 | 建議前往的目的地 | 照片 |
| --------- | -------- | ---------------- | ---- |
| 出口 · 1L |          |                  |      |
| 出口 · 2L |          |                  |      |
| 出口 · 3L |          |                  |      |

## 周边
- 江苏经贸职业技术学院光华校区